# Розмари Акерман
Розмари Акерман (на немски: Rosemarie Ackermann) е лекоатлетка от Германската демократична република в дисциплината висок скок.
Тя е първата жена, прескочила височината 2 метра. Печели златен медал на Олимпийските игри в Монреал през 1976 г.

## Биография
Родена е на 4 април 1952 като Розмари Вичас в Лоза, Саксония. Под това име представя ГДР на летните Олимпийски игри в Мюнхен през 1972, където завършва 7-а.
През 1974 г. печели първата си международна титла, поставяйки нов световен рекорд – 1,95 метра.
Печели златен медал на Олимпийските игри в Монреал през 1976 г.
Акерман се отказва от професионалния спорт след Олимпийските игри през 1980, когато завършва четвърта, само на крачка от медалите.